# Adolphe le Hardÿ de Beaulieu

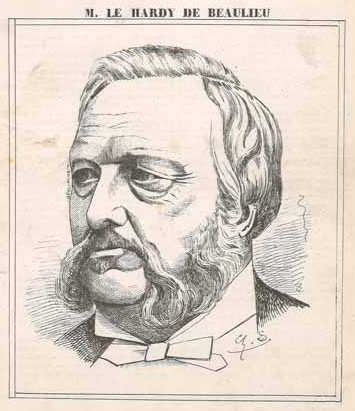

Jean-Adolphe-François-Gustave-Frédéric-Marcel baron le Hardÿ de Beaulieu (Etterbeek, 8 juni 1814 - Waver, 13 september 1894) was een Belgisch volksvertegenwoordiger.

## Biografie

### Familie
Adolphe le Hardÿ de Beaulieu was een zoon van Marcel le Hardÿ (1783-1854), een advocaat bij het hof van beroep in Brussel afkomstig uit Noord-Frankrijk die na 1814 verkoos in België te blijven, en Eugénie Gérard (1794-1854). Hij trouwde in 1861 in Brussel met de zevenendertigjarige Marie-Anne Verhaegen (1824-1907), dochter van Pierre-Théodore Verhaegen, volksvertegenwoordiger en medestichter van de Université libre de Bruxelles. Ze kregen een zoon.
- Théodore le Hardÿ de Beaulieu (1863-1941), trouwde in 1889 in Dampremy met Hyacinthe de Crawhez (1864-1931). Ze kregen twee zoons en drie dochters, met afstammelingen tot heden. Hij verkreeg in 1900 de erfelijke titel van burggraaf.

### Carrière
Le Hardy de Beaulieu promoveerde tot doctor in de rechten aan de ULB en studeerde vervolgens voor ingenieur aan de École centrale Paris. In 1838 trok hij naar de Verenigde Staten, waar hij zijn studies verderzette.
In 1845, na de dood van zijn vader, kwam hij terug naar België. 
Hij werd:
- samen met Victor Faider in 1846 stichter van de Association belge pour la liberté commerciale, die werd voorgezeten door Charles de Brouckère,
- een van de promotoren van het Congrès des économistes (1847) en het Congrès international des réformes douanières (1856),
- voorzitter van de Société belge d'économie politique in Brussel,
- bestuurder van de Société royale linnéenne in Brussel (1876).

Links-liberaal en lid van de vrijmetselaarsloge Les Amis Philanthropes, was hij van 1860 tot 1863 provincieraadslid van Brabant. In 1863 werd hij verkozen tot liberaal volksvertegenwoordiger voor het arrondissement Nijvel en vervulde dit mandaat tot in 1884. Van 1880 tot 1884 was hij ondervoorzitter van de Kamer. Hij ijverde voor een klein beroepsleger van vrijwilligers, voor een strenge scheiding van kerk en staat, voor onderwijs toegankelijk tot de arme bevolkingsklassen en voor de economische ontwikkeling van het land.

Wapen

In 1860 kocht hij het kasteel en domein la Bawette in Waver. Zijn echtgenote erfde het Kasteelveld te Watermaal van haar vader. Door dit domein werd later de Beaulieulaan getrokken om het te verkavelen.
Tegen het einde van zijn leven, op 23 juli 1893, werd hij in de erfelijke adel opgenomen, met de erfelijke titel van baron. Hij nam als wapenspreuk "Fortuna audaces coronat". Zijn zoon, Marcel-Théodore le Hardy de Beaulieu, verkreeg in 1900 de erfelijke titel van burggraaf.

## Publicaties
- Des Causes des crises commerciales et industrielles, Charleroi, Deghistelle, 1840.
- Examen rapide des questions commerciales et industrielles à l'ordre du jour en Belgique, Brussel, Wouters, 1841.
- Notice sur le canal de Mons à la Sambre et observations sur le cahier des charges et les pièces à l'appui de la demande en concession, Brussel, Meline, 1845.
- Antwerp and Bremen. With reference to the projected line of mail steamers between the United States and the continent of Europe, 1846.
- Aperçu historique de la dette belge, Brussel, 1848.
- Coup d'oeil sur l'avenir de la Belgique. Opinion d'un électeur, Brussel, Raes, 1848.
- Les élections de 1850, Brussel, Vanderauwera, 1850.
- Station centrale a Bruxelles. Quelques considérations nouvelles et examen des divers projets proposés, Brussel, Vanderauwera, 1855.
- Chemin de fer de la jonction directe des railways de l'état à Bruxelles, avec station centrale dans l'intérieur de la ville pour le service des voyageurs, des postes et des télégraphes, Brussel, Vanderauwera, 1855.
- Chemin de fer direct d'Anvers à Cologne. Section d'Anvers à Hasselt par Lierre et Diest, Brussel, Bols-Wittouck, 1856.
- Philosophie au cabaret, Brussel, Goemaere, 1856.
- Les chemins de fer en Russie, état actuel des voies de communication et de transport dans la Russie d'Europe, Brussel, Guyot, 1857.
- Un bourgeois de Bruxelles, 1858.
- La question monétaire, Muquardt, 1874.
- Rapport sur la première partie des travaux de la commission d'enquête scolaire, depuis sa constitution jusqu'au 31 décembre 1881, Hayez, Brussel, 1882.
- Travail, capital, Brussel, Muquardt, 1886.